# Catarhoe rogenhoferi
Catarhoe rogenhoferi är en fjärilsart som beskrevs av Ludwig Carl Friedrich Graeser 1888. Catarhoe rogenhoferi ingår i släktet Catarhoe och familjen mätare. Inga underarter finns listade i Catalogue of Life.